# ارتش نوزدهم (ورماخت)
ارتش نوزدهم یکی از ارتش‌های نیروی زمینی آلمان در جنگ جهانی دوم بود.

## فرماندهان
- گئورگ فون زودن‌اشترن از اوت ۱۹۴۳ تا ژوئن ۱۹۴۴
- فریدریش ویزه از ژوئن ۱۹۴۴ تا دسامبر ۱۹۴۴
- زیگفرید راسپ از دسامبر ۱۹۴۴ تا فوریه ۱۹۴۵
- هرمان فورچ از فوریه ۱۹۴۵ تا فوریه ۱۹۴۵
- هانس فون اوبستفلدر از فوریه ۱۹۴۵ تا مارس ۱۹۴۵
- اریش براندنبرگر از مارس ۱۹۴۵ تا آوریل ۱۹۴۵